# Niéna
Niéna is een gemeente (commune) in de regio Sikasso in Mali. De gemeente telt 37.400 inwoners (2009).